# Matara (Eritrea)
Matara o መጠራ ( 𐩣𐩷𐩧 ) es una pequeña ciudad y un importante sitio arqueológico ubicado en la región del Sur de Eritrea. Situada a unos kilómetros al sur de Senafe, fue una ciudad importante en los reinos Damot y Medri Bahri. 
La ciudad tiene el ejemplo más antiguo del idioma ge'ez, que es un obelisco pre-axumita, el Hawulti. 

## Historia

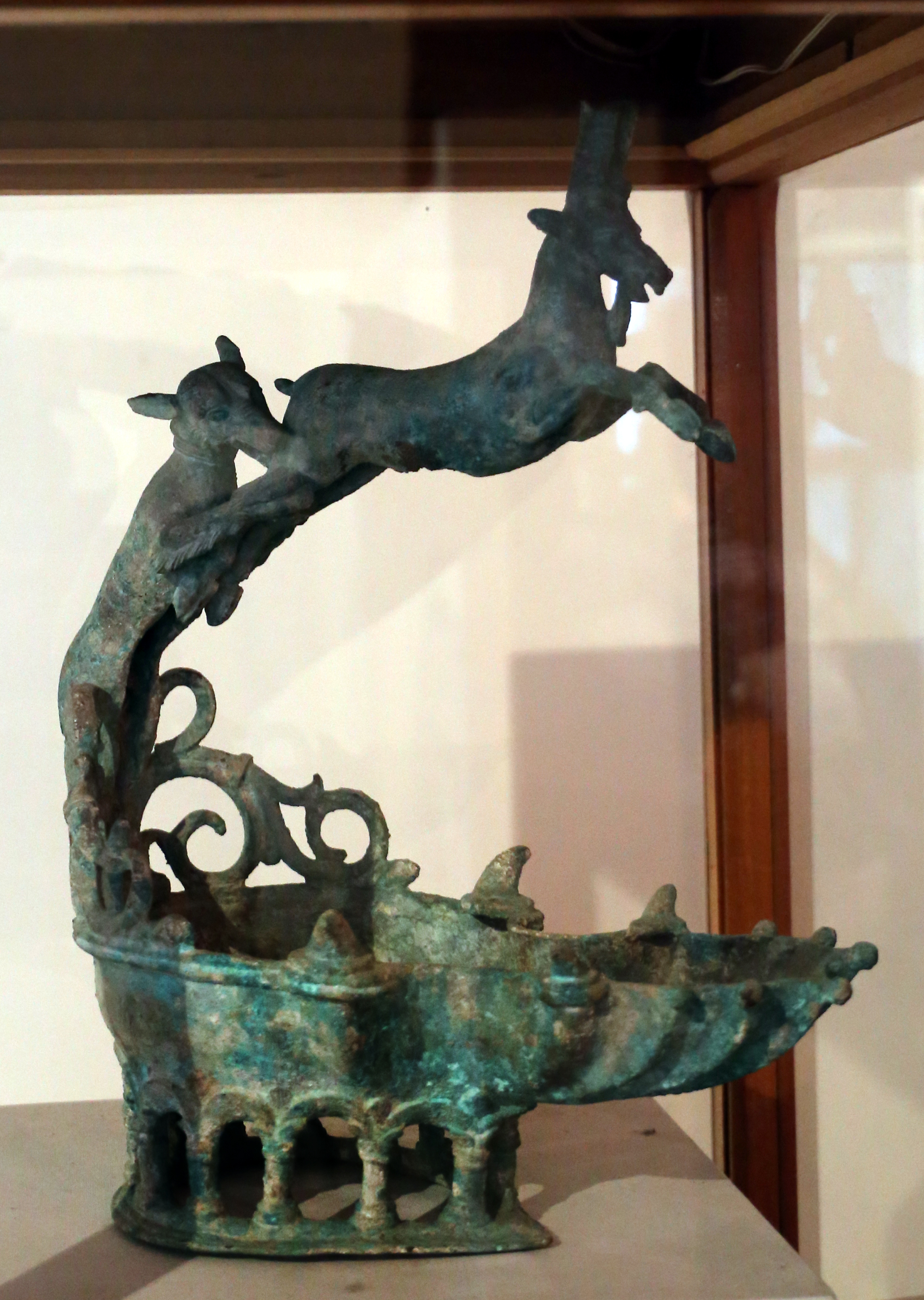
Lámpara de aceite de bronce excavada en Matara, que data del Reino Damot

Matara se encuentra a unos 136 kilómetros al sureste de la capital eritrea, Asmara, justo después de Senafe, en la carretera que conduce al sur hacia la frontera con la región de Tigray en Etiopía. El sitio arqueológico ha aportado evidencia de varios niveles de habitación, incluidas al menos dos ciudades importantes diferentes, que abarcan más de 1.000 años.
Las capas más altas están asociadas con el Imperio Axumita y datan del siglo IV al VIII. Esta ciudad estaba aliada o era parte del poderoso imperio comercial centrado en la capital, Axum, al suroeste. Parece que Matara era una de una serie de ciudades a lo largo de la ruta comercial que iba desde Axum hasta la ciudad portuaria de Adulis, cuyas extensas ruinas, inspeccionadas pero en gran parte sin excavar, se encuentran en las cercanías de Zula, al sureste de Massawa en la costa del Mar Rojo. El sitio arqueológico de Keskese se encuentra a 8 kilómetros (5 mi) al norte de Matara.
Desde la independencia de Eritrea, el Museo Nacional de Eritrea ha solicitado al gobierno de Etiopía que devuelva los artefactos retirados del sitio. Sin embargo, hasta ahora los esfuerzos han sido rechazados.